# Dračí hory
Dračí hory (afrikánsky Drakensberg, zulsky uKhahlamba) je název pohoří ve východní části Jihoafrické republiky. Toto pohoří, jež hraničí se státy Lesotho a Svazijsko, je nejvyšší v jižní Africe. Táhne se v délce přibližně 1000 km téměř poledníkovým směrem. Vrcholky hor dosahují až do výše 3482 m nad mořem. Hory jsou součástí dlouhého horského stupně Great Escarpment. Vznikly v období jury vulkanickou činností, která překryla bazaltovými proudy vrstvy sedimentů, jež se pak na některých místech dostaly opět na povrch díky tektonické aktivitě a erozi. Hory jsou říčním a oceánským rozvodím – řeka Tugela (Thukela) pramenící v jihoafrické části Dračích hor teče do Indického oceánu a Oranžská řeka pramenící v Lesothu, teče napříč Jižní Afrikou do Atlantského oceánu. Nachází se zde řada přírodních rezervací a mj. také nejvyšší vodopád na světě Tugela, vysoký 983 m. Název pohoří pochází od dánských osadníků, kteří se na území začali stěhovat v průběhu 17. a 18. století.
Chráněné území uKhahlamba-Drakensberg Park v provincii KwaZulu-Natal, které se stalo součástí jihoafricko-lesothského Maloti-Drakensberg Parku, ustaveného v roce 2001, bylo v roce 2000 zapsáno na seznam světového dědictví UNESCO.

## Hory
- Emlembe (1862 m n. m.), nejvyšší hora Svazijska.
- Mafadi (3450 m n. m.), nejvyšší hora Jihoafrické republiky.
- Mont-Aux-Sources (3282 m n. m.), vrcholu lze dosáhnout z Jihoafrické republiky  z parkoviště Sentinel Car Park jednoduchou turistickou trasou s několika řetězovými žebříky.
- Thabana Ntlenyana (3482 m n. m.), nejvyšší hora Dračích hor.